# Первомайська сільська рада (Мішкинський район)
Первома́йська сільська рада (рос. Первомайский сельский совет) — сільське поселення у складі Мішкинського району Курганської області Росії.
Адміністративний центр — село Первомайське.
Населення сільського поселення становить 334 особи (2017; 448 у 2010, 716 у 2002).

## Склад
До складу сільського поселення входять:
| Населений пункт       | Населення, осіб (2002) | Населення, осіб (2010) |
| --------------------- | ---------------------- | ---------------------- |
| Гаганово, присілок    | 173                    | 98                     |
| Зарічна, присілок     | 57                     | 16                     |
| Корчажка, присілок    | 14                     | -                      |
| Красний Дол, присілок | 4                      | -                      |
| Первомайське, село    | 468                    | 334                    |